# Theodor Billroth
Christian Albert Theodor Billroth (Bergen auf Rügen, 26 aprile 1829 – Abbazia, 6 febbraio 1894) è stato uno dei maggiori chirurghi tedeschi. Ritenuto un pioniere della chirurgia addominale, ha legato il proprio nome a un intervento di chirurgia gastrica praticato in tutto il mondo.

## Biografia
Studente piuttosto svogliato e mediocre, ebbe viceversa una grande passione per la musica, che cominciò a studiare da piccolo diventando un virtuoso del pianoforte, del violino e del violoncello. Anche come studente universitario della facoltà di medicina e chirurgia non brillò particolarmente, salvo sviluppare una grande capacità in alcuni settori come quello fisiopatologico e chirurgico.
Laureatosi nel 1852, ebbe la possibilità di frequentare dal 1853 al 1860 la Charité, Ospedale universitario di Berlino. Dopo una parentesi di alcuni anni in cui ricoprì la cattedra di chirurgia presso l'Università di Zurigo, nel 1867 si trasferì a Vienna come Chirurgo Capo della II Clinica Chirurgica dell'Ospedale Generale di Vienna e Professore di Chirurgia dell'Università.
Billroth è considerato un caposcuola in molti settori della chirurgia e a lui si deve la prima esofagectomia nel 1871 e la prima laringectomia nel 1873. Affrontò con grande impegno e con l'aiuto dei suoi collaboratori anche il problema della chirurgia gastrica per cancro, a quei tempi particolarmente frequente.

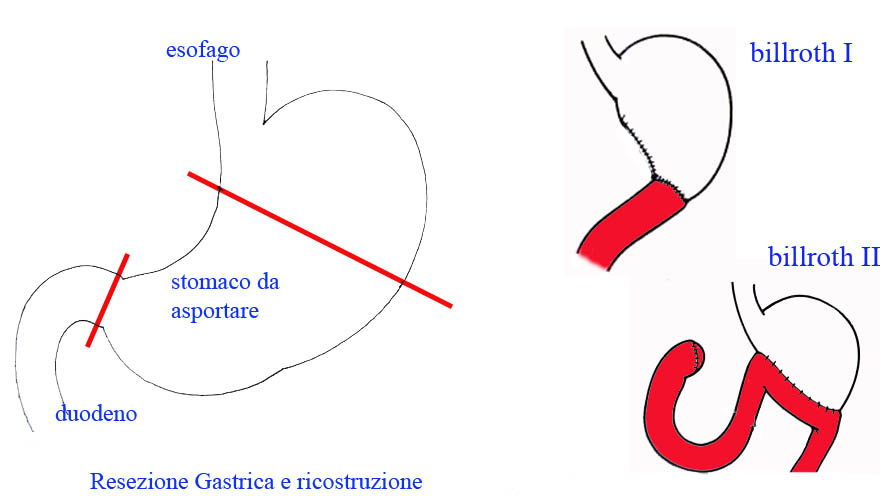
Tecnica di resezione e ricostruzione sec.Billroth

Dopo una lunga sperimentazione sugli animali praticò l'asportazione di parte di uno stomaco affetto da un cancro in sede pilorica, ricostruendo il transito alimentare con l'abboccamento del moncone gastrico residuo al moncone duodenale. Questo intervento di resezione gastrica seguito da gastro-duodeno-stomia è conosciuto come tecnica Billroth I. Successivamente modificò questa tecnica abboccando il moncone gastrico alla prima ansa digiunale piuttosto che al duodeno. Questa tecnica è conosciuta come resezione gastrica con gastro-digiuno-stomia o Billroth II.
Entrambe le tecniche, che contano numerosissime varianti, nei decenni successivi si dimostrarono però troppo limitate nell'aggredire la malattia cancerosa gastrica, che richiede invece interventi ben più estesi per essere veramente radicali. Contemporaneamente, mentre si aveva una diminuzione della frequenza del cancro dello stomaco, si verificava un significativo aumento della malattia peptica (ulcerosa) del duodeno, per la quale la terapia chirurgica di asportazione di parte dello stomaco risultava curativa. Accadde di conseguenza che gli interventi di Billroth furono abbandonati in campo oncologico e diventarono il caposaldo della terapia chirurgica della malattia peptica.
Come tali sono stati praticati fino a pochi decenni fa, quando la terapia medica ha mostrato di poter adeguatamente trattare questo tipo di patologia.

Billroth che opera nella Clinica di Vienna

Billroth ha fondato una scuola di chirurgia che ha annoverato tra i suoi allievi Felix von Winiwarter, Jan Mikulicz-Radecki, William Stewart Halsted, gli italiani Edoardo Bassini e Luigi Capitanio, suo appassionato discepolo e biografo.
In campo musicale, la sua innata capacità lo portò ad avere successo come solista di violino e violoncello, avendo anche la possibilità di dirigere in alcune occasioni, a Zurigo, una orchestra sinfonica. Celebre la sua amicizia con il critico musicale viennese Eduard Hanslick e con Johannes Brahms, con i quali formò il nucleo dei conservatori che si opponevano alle innovazioni musicali di Richard Wagner e Franz Liszt. Nella polemica nota come "la guerra dei romantici" appoggiò decisamente Brahms, pur riconoscendo a Wagner un talento "notevole in molte direzioni".
La sua competenza e la passione per la musica risultano evidenti nel vasto carteggio epistolare con Brahms, che ci permette anche di apprezzare la sua grande cultura e le sue qualità umane, nonché la capacità di guardare in profondità nelle composizioni del grande musicista, ancora allo stadio di manoscritto, senza averle ancora ascoltate.
Tanta era la sua passione per la musica che lo troviamo, nonostante in precarie condizioni di salute, alla Scala di Milano il 29 marzo 1887 alla prima dell'Otello di Giuseppe Verdi.
Johannes Brahms gli dedica nel 1873 i suoi due Quartetti per archi op. 51 (nr. 1 in do min. e nr. 2 in la min). Postumi furono pubblicati, nel 1895, alcuni suoi scritti sulla psicologia della musica, sotto il titolo Wer ist musikalisch?

## Curiosità
Un famoso quadro ad olio su tela di Adelbert F. Seligmann, del 1890, ritrae il Professore all'opera ed è attualmente conservato alla Clinica Chirurgica di Vienna ed è stato riprodotto anche su un francobollo emesso dall'Austria.

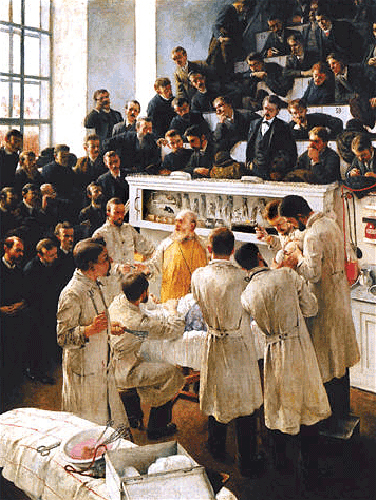
Theodore Billroth mentre opera